# William Laud
William Laud (Reading, (Berkshire), 1573. október 7. – London, 1645. január 10.) canterburyi érsek.

## Életpályája
Teológiát tanult Oxfordban. 1601. április 5-én  szentelték pappá. Már az egyetemen kitűnt a puritanizmus iránti mély ellenszenvével. Stanfordi és kilworthi pap buzgó egyháziasságával és a szegények segélyezésével vált ismertté. Huntingdoni fődékánként (1615) magára vonta I. Jakab király figyelmét, és 1617-ben a király kíséretében Skóciába ment, hogy itt újra visszaállítsák a püspöki egyházkormányzatot. Ez a kísérletük azonban nem volt sikeres. 1621-ben saint-davidsi, I. Károly trónra léptével bathi és wellsi, majd 1628-ban londoni püspök, majd csakhamar miniszterelnök, majd 1633-ban canterburyi érsek lett.
A király egyházi ügyekben teljhatalommal ruházta fel, és Laud élt is ezzel a hatalmával a puritanizmus üldözése során. Az anglikán egyháznak a tekintélyét díszes pompával próbálta fenntartani. A puritánok szemében a király és Laud Róma ügynökeinek számítottak, akik az ország rekatolizációját próbálták előkészíteni. Laud az uralkodói hatalmat égi eredetűnek tekintette, az alattvalók számára feltétlen engedelmességet rendelt, szembekerülve ezáltal a puritánokkal, akik elutasították a világi és egyházi hatalom beavatkozását a lelki ügyekbe. Hívei visszavitték a templomokba a korábban eltávolított mozaikablakokat, a kereszteket, feszületeket, orgonákat. Az úrasztalát ismét emelvényre állították, korláttal vették körül, és oltárnak nevezték. A puritán kritikusok szerint a "laudisták" legfőbb jellemzője a felszínes tekintélyelvűség és a szertartási rendhez való merev ragaszkodás volt. Azt is mondták róla, hogy annyira hajlott a katolicizmus felé, hogy a pápa bíborosi hivatalt ajánlott neki.
I. Károly megpróbálta Laud egyházpolitikáját rákényszeríteni Skóciára is, de csúfos vereséget szenvedett. Ezek után a parlament szabadon bocsáttatta a Laud által bebörtönzött puritán William Prynne-t és John Lilbourne-t, és hazaárulás vádjával vád alá helyezték Laud érseket. Közelebbről azzal vádolták, hogy megpróbálta eltöröltetni a parlament jogait, törvénytelen módon hajózási adókat vetett ki, és az angol egyházat megpróbálta összeegyeztetni a római egyházzal. A bírósági eljárásnak nem sikerült bizonyítania a vádakat, ennek ellenére a hosszú parlament megszavazta Laud halálos ítéletét.

## Munkássága
Laud kéziratokat gyűjtött; az oxfordi egyetemnek élete folyamán 1300 darab, különböző európai és keleti nyelveken írt értékes kéziratot ajándékozott. Naplóját Wharton adta ki 1694-ben, és Parker oxfordi könyvkiadó 1857-60 között megjelentette levelezését és különböző iratait The works of the most reverend father in God, William Laud  címmel.

## További irodalom
- Hugh Trevor-Roper: Archbishop Laud, 1573-1645 ISBN 1-84212-202-9

## Külső hivatkozások
- Royal Berkshire History: William Laud